# 複巻整流子電動機
複巻整流子電動機（ふくまきせいりゅうしでんどうき、あるいは ふっけんせいりゅうしでんどうき）とは、電機子巻線と直列の直巻界磁巻線と、並列の分巻界磁巻線とがある電磁石界磁形整流子電動機である。

## 分類
電気回路による分類
- 外分巻 - 電機子と同じ大きさの電流が直巻巻線に流れるもの。直巻電動機に分巻巻線を並列に追加した形。
- 内分巻 - 電機子と分巻巻線とを足し合わせた電流が直巻巻線に流れるもの。分巻電動機に直巻巻線を直列に追加した形。

磁気回路による分類
- 和動複巻 - 直巻巻線と分巻巻線との磁束が足し合わされるようにはたらくもの。分巻と直巻の中間の性質となる。
- 差動複巻 - 直巻巻線と分巻巻線との磁束が打ち消し合うようにはたらくもの。始動トルクが小さいためあまり用いられない。

## 特徴
- 直巻界磁巻線と分巻界磁巻線を持つ。
- 和動複巻の場合、直巻電動機と分巻電動機の両者の中間の特性を持つ。
- あらゆる制御方式でも回生ブレーキの使用を可能とする。
- 構造が複雑で、重量も増加する傾向にある。

## 速度制御・始動法
抵抗制御
始動時は直巻電動機と同様に始動する。抵抗制御終了後は界磁調整器、他励界磁制御、界磁チョッパ制御などの方式により弱め界磁制御を行う。
界磁チョッパ制御
運転時は分巻界磁巻線の電流をチョッパ制御する。構造が複雑で使いにくいように思われる複巻電動機が、私鉄を中心に電車の主電動機として広く使用されてきたのは、これにより直巻電動機と電機子チョッパ制御の組み合わせよりも安価に回生ブレーキを使用できるからである。